# Gorovje Hangaj
Gorovje Hangaj (mongolsko Хангайн нуруу) je gorovje v osrednji Mongoliji, približno 400 kilometrov zahodno od Ulan Batorja.

## Ime
Hangaj je postal splošno uporabljen izraz, s katerim Mongoli opisujejo celotno območje bujne gozdno-stepske pokrajine na severu, v nasprotju z južno puščavo, ki se imenuje Govi (Gobi). Stepsko območje se imenuje Kheer ali Tal. Beseda Hangaj je sestavljena iz glagola "hanga", ki pomeni "zagotoviti, oskrbo z nujnimi potrebščinami" in mongolsko nominalizino pripono "-ai". Beseda Kan (kralj) je prav tako mogoče koren, verjetno celo povezan z glagolom "hanga-". Zato Hangaj običajno razlagajo kot previden gospodar, darežljiv kralj, velikodušen prikupen gospodar ali bogat kralj. Staro ime pomeni svetost gore in posebno mesto, ki ga ima v srcih tistih, ki so odvisni od njega. Podobno je mongolska beseda za svete gore Hajrhan, kar pomeni ljubeč kralj (na primer Asralt Hajrhan, posebno intimno ime, ki pomeni skrben ljubeč kralj. Prepovedano je povedati ime Hajrhan, ko se gora vidi.) Če se gora vidi, se preprosto imenuje Hajrhan, ne pa njeno polno ime. Ta stroga merila se uporablja v vseh predelih Mongolije. Vsaka gora ali hrib, ki je prijeten na pogled ali na kakršen koli drug način prijeten, jo pohvalijo z besedami, "da je res posebna Hajrhan" ali "kako veličastna Hairhan!" itd. Vsako področje gorske gozdno-stepske regije se samostojno ali skupaj razume z vsem, kar vsebuje (reke, izviri, rastline, živali) in se lahko pohvali z besedami "da je res super Hangaj" ali "ne zanikam da je edinstven Hangaj! "itd.
Dve pokrajini Mongolije sta poimenovani po gorah Hangaj: Arhangaj (Severni Hangaj) in Ovorhangaj (Južni Hangaj). Območje blage klime, kjer se dve pokrajini srečata (Vzhodni Hangaj), je znano kot zibelka mongolske in nomadske civilizacije. V ravnici ob vznožju Vzhodnega Hangaja leži dolina Orhona, je na seznamu svetovne dediščine. Xiongnu (209 pr. n. št. - 93 n. št.) s središčem Luut Khot (Lungcheng), Xianbei (93 - 234) s središčem Ordo in Rouran (330 - 555) s središčem Moomt (Mume) trdijo, da so se nahajali tukaj. Kasnejši imperiji so tudi imeli svoje prestolnice na tem območju, na primer Ujgurski imperij (745 - 840) je zgradil v regiji svoje središče Ordu-Baliq.

## Lastnosti
Najvišja gora je Otgontenger (dob. 'najmlajše nebo'), visoka 3905, 4021 in 4031 m, odvisno od vira. To je ena od štirih najpomembnejših svetih gora Mongolije. Tukaj potekajo tudi državne slovesnosti. 
Suvraga Hajrhan (Stupa Hajrhan, višina 3117 m) je še ena sveta gora na vzhodu Cecerlega. 
Horgo je ugaslo vulkansko polje na severnih pobočjih pogorja Hangaj. 
Gore napajajo reke Orhon, Selenge, Ider, Zavhan in jezeri Orog in Böön cagaan. Na zahodu gora Hangaj je prehod do depresije Velikih jezer. 
Pogorje Hangaj je na določenih področjih znano po svoji blagi mikroklimi. Zime tam niso tako ostre kot v drugih delih države. Kot je navedeno v Brzeźniak in Niedźwiedź  Vertical Variability of Climatic Conditions in the Khangai Mountains, str. 34. 
Zaradi močne zimske inverzije, ki so postale znane kot singularnost v mezoklimatski Mongoliji (Gavrilova 1974), Hangaj kaže, da je približno 10 ° C  toplejše od okolice. Verjetno je, da so celo na najvišjih gorah vrhovi okoli 5 ° C toplejša kot v kotlinah.